# 折原啓子
折原 啓子（おりはら けいこ、本名：三上 芳子〔みかみ よしこ〕、旧姓：折原、1925年〈大正14年〉1月1日 - 1985年〈昭和60年〉11月24日）は、日本の女優。映画プロデューサーの三上訓利は夫、元・プロ野球選手の篠塚和典は娘婿（篠塚の妻・嘉津子が実娘）、俳優の三上博史は甥、篠塚宜政は（折原の死去後に誕生した）孫である。

## 経歴
1925年、茨城県北相馬郡小文間村（現・取手市）生まれ。茨城県立取手高等女学校（現・茨城県立取手第二高等学校）卒業後にタイピストを経て見習い看護婦をしていたが、戦後まもない1945年に大映第1期ニューフェースに応募・合格し、翌46年に『彼と彼女は行く』でデビュー。以後、『花咲く家族』など約60本に主演し、その美貌が多くのファンの心をとらえた。
人気絶頂の1947年暮れに結核のため病気療養を余儀なくされるも、1949年に復帰を果たす。1951年に映画プロデューサーの三上訓利と結婚。1952年に東映と契約し『母の罪』『母系図』『四人の母』など、母もの映画などで新境地を開いた。1955年に再びフリーとなってからはテレビを中心に活動を続けたが、出産・育児などもあり次第に仕事を抑えはじめ、やがて脇へ回っていく。
1985年11月24日、急性心筋梗塞のため60歳で急逝。

## 主な出演

### 映画
- 彼と彼女は行く（1946年4月18日公開、監督：田中重雄、大映） - 芦屋園枝 役[7]
- 夜光る顔（1946年6月13日公開、監督：久松静児、大映） - 美也子 役[8]
- 君かと思ひて（1946年7月4日公開、監督：島耕二、大映） - 主演・紀子 役[9]
- 雷雨（1946年8月21日公開、監督：田中重雄、大映） - 及川光子 役[10]
- 盗まれかけた音楽祭（1946年12月24日公開、監督：久松静児、大映） - 主演[11]
- 第二の抱擁（1947年4月29日公開、監督：田中重雄、大映） - 主演[12]
- 花咲く家族（1947年5月9日公開、監督：千葉泰樹、大映） - 多枝子 役[13][注 2]
- 看護婦の日記（1947年7月1日公開、監督：吉村廉、大映） - 主演・竹中静子 役[15]
- 娘十八嘘つき時代（1949年2月8日公開、監督：清水宏、えくらん社） - 桐野リエ 役[16]
- 恋の十三夜（1949年6月5日公開、監督：原研吉、松竹） - 主演・由起子 役[17]
- 果てしなき情熱（1949年9月27日公開、監督：市川崑、東宝） - 小田切優子 役[18][注 3]
- 新妻の性典（1950年7月18日公開、監督：大庭秀雄、松竹）[19]
- 天皇の帽子（1950年12月1日公開、演出：斎藤寅次郎・毛利正樹、東映） - 成田芳子 役[20]
- 怪塔伝（1951年3月17日公開、監督：丸根賛太郎、松竹） - みや 役[21]
- 哀愁の夜（1951年11月9日公開、監督：杉江敏男、東宝） - 板根田鶴子 役[22]
- チャッカリ夫人とウッカリ夫人（1952年4月24日公開、監督：渡辺邦男、新東宝） - 迂刈幸子 役[23][注 4]
- 水色のワルツ（1952年5月15日公開、監督：青柳信雄・松林宗恵、東映） - 主演・山本汲子 役[24]
- 母の罪（1952年）
- 二人の母（1952年）
- 三万両五十三次（1952年1月25日公開、監督：木村恵吾、大映） - 小百合 役[25][注 5]
- 母系図（1953年）
- 野戦看護婦（1953年7月14日公開、監督：野村浩将、新東宝） - 恩田恵子 役[27][注 6]
- 人生劇場 望郷篇 三州吉良港（1954年）
- 継母（1954年）
- 雪之丞変化 第三部 復讐の剣（1954年）
- 母水仙（1955年）
- 脱線三銃士（1958年9月7日公開、監督：千葉胤文、新東宝） - タクシー会社社長夫人 役[28][注 7]
- 純情二重奏（1967年）
- 隠密同心 大江戸捜査網（1979年12月1日公開、監督：松尾昭典、東宝） - お牧の方 役[29][注 8]

### テレビドラマ
- 姿三四郎（1957年 - 1958年・KR）
- バラの伯爵（1958年・KR）
- あの波の果てまで（1959年・NET）
- 女人哀詞（1959年・NHK）
- 拐帯行（1959年・NTV）
- 夜の炎（1960年・NTV）
- 宗方姉妹（1961年・TBS）
- 阿部一族（1961年・NTV）
- お姉さんといっしょ（1963年・NHK）
- 次郎物語（1964年・NHK）
- 特別機動捜査隊（NET）
  - 第189話「混濁」（1965年） - ※映像が現存する
  - 第209話「狂った旋律」（1965年） - ※映像が現存する
  - 第426話「鉄火芸者」（1969年）
  - 第428話「古都」（1970年）
- 君の名は（1966年・NTV）
- 刑事さん 第2シリーズ 第7話「死後約三ヶ月」（1968年、NET）
- プレイガールシリーズ（12ch / 東映）
  - プレイガール 第20話「女はピンチに強くなる」（1969年）
  - プレイガールQ 第42話「温泉脱ぎ脱ぎ作戦」（1975年） - 玉枝
- おれは男だ! 第36話「星の国から来たあいつ! 」（1971年・NTV）
- ライオン奥様劇場 （CX）
  - 「影の車」（1971年）
  - 「徳川の女たち」（1980年）
- 花王 愛の劇場「北信濃絶唱」（1972年・TBS）
- 白い牙 第15話「昼下がりの訪問者」（1974年・NTV）
- 大岡越前（TBS / C.A.L）
  - 第4部 第4話「祝言」（1974年10月28日）
  - 第6部 第25話「見えぬ目の目撃者」（1982年8月23日）
- 江戸を斬るII 第11話「二人鼠小僧」（1975年・TBS）
- 特捜最前線　（ANB）
  - 第61話「目撃・髪を残した女! 」（1978年）
  - 第145話「凶器が歩く街! 」（1980年）
  - 第229話「夜間中学殺人事件! 」（1981年）
  - 第327話「オランダ坂殺人予告状! 」（1983年）
- 赤穂浪士（1979年、ANB）
- バトルフィーバーJ（1979年、ANB）第24話「涙! ダイアン倒る」- 老婆
- 風神の門（1980年・NHK）
- 仮面ライダー (スカイライダー)（1980年・MBS）第52-54話 - 筑波寿子[31]
- 桃太郎侍 第241話「赤い首輪をつけた猫」（1981年・NTV）
- 銭形平次 第811話「必殺千鳥鉄」（1982年・CX）
- 暁に斬る! 第2話「夫婦橋慕情」（1982年・KTV）
- 火曜サスペンス劇場 （NTV）
  - 「その朝、お前は何を見たか」（1983年6月7日）
  - 「地底の殺意」（1983年7月5日） - 勝原章江 役

## 主なディスコグラフィー

### シングル
- 「あの夜君なくば」（作詞：高橋掬太郎／作曲：八洲秀章。キングレコード。1947年5月発売）
- 「惜しみなく君に」（作詞：高橋掬太郎／作曲：飯田三郎。キングレコード。1947年10月発売）
- 「涙の舞扇」（作詞：西條八十／作曲：万城目正。コロムビア。1949年5月発売）
- 「恋しかるらん」（作詞：門田ゆたか／作曲：竹岡信幸。コロムビア。1950年5月発売）